# Chabarovský kraj
Chabarovský kraj (rusky Хаба́ровский край) je federální subjekt Ruské federace, jenž se rozkládá především podél pobřeží Ochotského moře a nejsevernější části Japonského moře. Kraj je součástí Dálněvýchodního federálního okruhu. Hlavní městem je Chabarovsk, který je druhým největším městem ruského dálného východu po Vladivostoku. V kraji žilo k roku 2023 1 284 090 obyvatel.

## Historie
Chabarovský kraj vznikl 20. října 1938 rozdělením Dálněvýchodního kraje.

## Krajské symboly

### Vlajka
Vlajka Chabarovského kraje je tvořená listem o poměru stran 2:3 se dvěma vodorovnými pruhy, bílým a světle modrým. U žerdi je tmavě zelený rovnoramenný trojúhelník s vrcholem pravého úhlu na vodorovné ose vlajky.

## Geografie
Kraj sousedí na severu s Magadanskou oblastí, na západě s Republikou Sacha a Amurskou oblastí, na jihu s Židovskou autonomní oblastí, Čínou a Přímořským krajem. Na východě od něj, za Tatarským průlivem, leží ostrov Sachalin. Ke kraji patří i některé ostrovy, z nichž největší jsou Šantarské ostrovy.
Na jihu Chabarovského kraje se nachází pohoří Sichote Aliň, které vybíhá z Přímořského kraje. Severně od něj se rozkládá rozsáhlá Dolnoamurská nížina. Leží v ní množství jezer, většinou propojených průtoky s Amurem. Sever kraje je hornatý a je zde v pohoří Suntar Chajata i jeho nejvyšší hora Berill (2933 m).
Kraj se nachází ve Vladivostocké časové zóně UTC+11, která je oproti moskevskému času předsunuta o 7 hodin. Místní střední sluneční čas se oproti úřednímu času předbíhá zhruba o 2 hodiny.

## Sídla
Tabulka níže uvádí největší sídla v Chabarovském kraji podle sčítání lidu v roce 2020 a vzestup nebo pokles v porovnání s předchozím sčítáním v roce 2010.
| Sídlo                | Počet obyvatel |
| -------------------- | -------------- |
| Chabarovsk           | 617 441 ▲      |
| Komsomolsk na Amuru  | 238 505 ▼      |
| Amursk               | 38 606 ▼       |
| Sovětskaja Gavaň     | 24 231 ▼       |
| Nikolajevsk na Amuru | 18 631 ▼       |
| Vanino               | 17 326 ▲       |
| Bikin                | 16 240 ▼       |
| Vjazemskij           | 12 775 ▼       |
| Solněčnyj            | 12 267 ▼       |
| Čegdomyn             | 11 895 ▲       |
| Ochotsk              | 3 332 ▲        |

## Hospodářství
Průmysl loďařský, hutnictví železných kovů, těžba uhlí a barevných kovů, průmysl chemický a biochemický, rybný. Hlavními průmyslovými centry jsou velká města.
Pěstují se především obilniny (oves, ječmen, pšenice), dále sója a brambory.
Dopravní tepnou je Transsibiřská magistrála na jihu a Bajkalsko-amurská magistrála v centrální části kraje. Významná je námořní doprava (přístavy Vanino, Nikolajevsk na Amuru a Amursk) a říční doprava po Amuru. V Chabarovsku je celostátně významné letiště a ve velkých městech jsou letiště místního významu.